# Ursulaglocke (Kölner Dom)

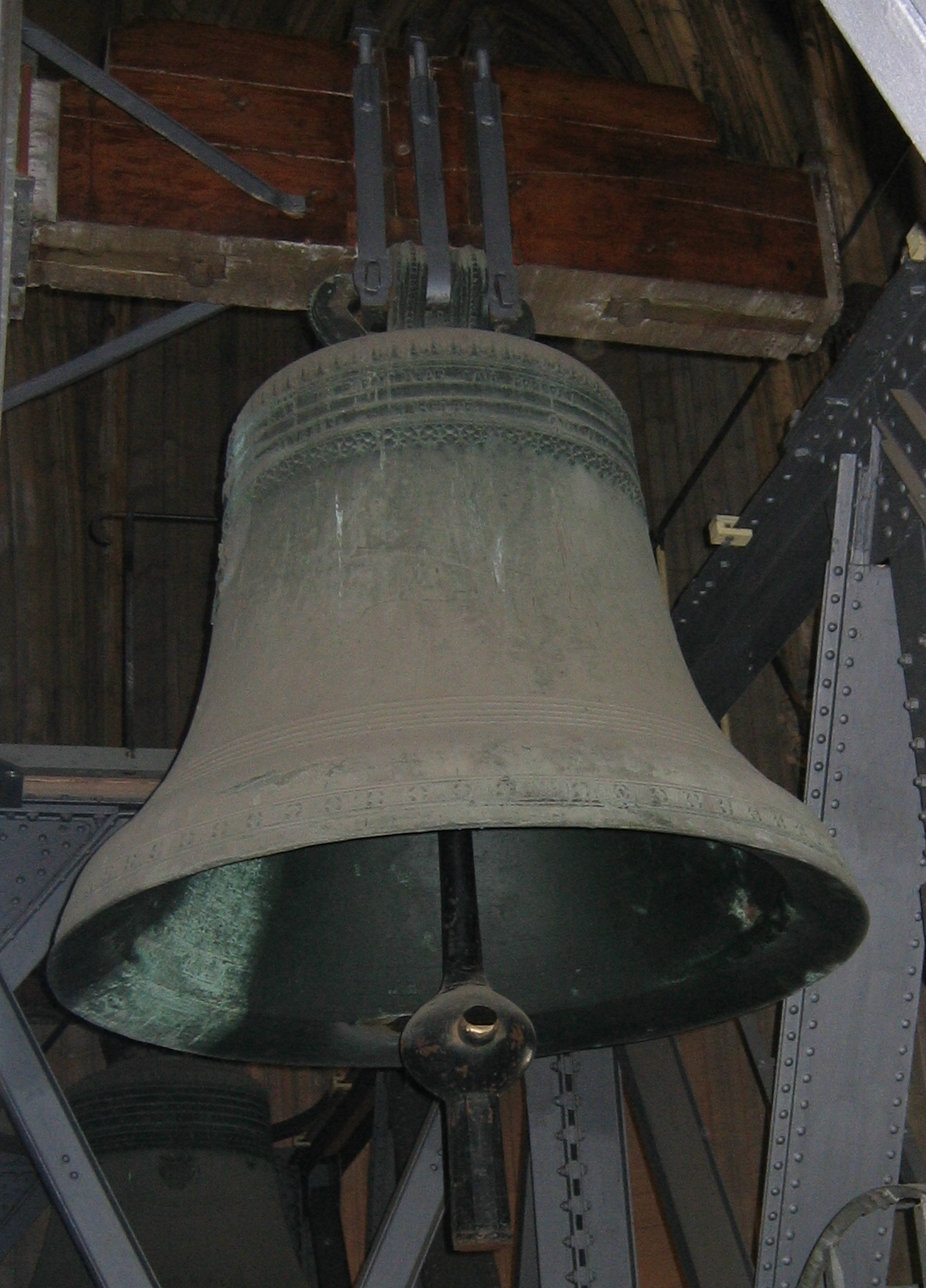
Ursulaglocke – Glocke 5

Die Ursulaglocke ist die Glocke 5 des Kölner Domgeläuts. Sie wurde 1862 von Joseph Beduwe aus Aachen gegossen und ist im Glockenstuhl des Südturmes aufgehängt.

## Geschichte und Bedeutung
Als die Dreikönigenglocke 1862 zum zweiten Mal defekt war, beschloss das Domkapitel, eine vierte Glocke anzuschaffen, die Ursulaglocke. Sie wurde im gleichen Jahr von Joseph Beduwe in Aachen gegossen und erinnert an die Vollendung des Langhauses. Inmitten der lateinischen Inschrift befindet sich ein Relief der heiligen Ursula. Weitere Ausgestaltungen vervollständigen das Bild.

## Daten

### Musikalisches
Alle Tonangaben in 16teln. V = Vertreter.
| Nominal (Schlagton) | Unterton | Prim-V | Terz   | Quint-V | Abklingdauer (Unterton) | Abkling- verlauf |
| c1 +5               | H +6     | h0 −1  | es1 −3 | ges1 ±0 | 83 Sekunden             | glatt            |

### Technisches
| Gewicht | unterer Durchmesser | Schlagringstärke (durch Abnutzung) | Rippenkonstruktion | Aufhängung |
| ------- | ------------------- | ---------------------------------- | ------------------ | ---------- |
| 2550 kg | 1600 mm             | 130 (125/127) mm                   | mittelschwer       | Holzjoch   |

## Inschrift
ECCLESIAE METROPOLITANAE NAVI
PERFECTA AD CIENDUM PLENIOREM
CAMPANARUM CONCENTUM FABRICAE
SUMPTIBUS FUSA.
ET SANCTAE URSULAE CIVITATIS
COLONIENSIS PATRONAE DEDICATA
ANNO MDCCCLXII.
JOHANNES S(anctae) R(omanae) E(cclesiae) CARDINALIS DE GEISSEL
ARCHIEPISCOPUS COLONIENSIS.
JOS. BEDUWE AQUISGRANENSIS ME FUDIT.
Übersetzung: Als das Schiff der Domkirche vollendet war, wurde ich, um eine vollere Harmonie der Glocken zu erlangen, auf Kosten der Fabrik gegossen und der hl. Ursula, der Patronin der Stadt Köln geweiht im Jahre 1862. Johannes der Heiligen Römischen Kirche Kardinal von Geißel, Erzbischof von Köln.

Joseph Beduwe aus Aachen hat mich gegossen.

## Läuteordnung
Die Ursulaglocke ist hauptsächlich in Kombinationen mit den anderen Domglocken zu hören. An den Sonntagen der Adventszeit und im Jahreskreis bildet sie die Grundglocke für das Teilgeläut zu den Heiligen Messen. Beim Pontifikalamt zum Gedenken an Pater Werenfried wird sie mit einem fünfminütigen Vorläuten vorangestellt, bevor das dazugehörige Teilgeläut einsetzt.